# Cryphia protecta
Cryphia protecta là một loài bướm đêm trong họ Noctuidae.